# Старокочкільдіно
Старокочкі́льдіно (рос. Старокочкильдино, башк. Иҫке Күскилде) — присілок у складі Аскінського району Башкортостану, Росія. Входить до складу Урміязівської сільської ради.
Населення — 273 особи (2010; 373 у 2002).
Національний склад:
- башкири — 97 %